# Мова свисту (Дискавері)
Мова свисту (Whistlespeak) — шістдесят перший епізод американського телевізійного серіалу «Зоряний шлях: Дискавері» та 6-й у п'ятому сезоні. Епізод написав Кріс Бірн, режисура Кеннет Лінн та Брендона Шульца. Перший показ відбувся 2 травня 2024 року.
Капітан Бернем повинна подумати про порушення Верховної директиви, коли місцеві традиції в суспільстві до варпу загрожують життю Тіллі. Калбер намагається з'єднатися зі Стамецом, Рейнер призначає йому й Адірі позицію на містку.

## Зміст
Стамец проводить модифікований спектральний аналіз флакона, знайденого на «Ентерпрайзі». Аналіз гальмував екіпаж протягом двох днів — визначили, що вода в ньому чиста, інертна, дистильована та волога. Бернем припускає — оскільки флакон пошкоджений, можливо, бракує шматка. Інші підказки містять більше — слова та символи, але Стамец повідомляє, що дані, які він переглядав з «Ентерпрайза», показують — там ніколи не було нічого іншого. Він спробував доробити останні дві частини карти, але нічого не сталося. Бернем припускає — оскільки хімія явно не є рішенням, переключитися на історію та антропологію і поглянути на планети, де дистильована вода мала культурне чи символічне значення 800 років тому — де були сильні посухи та потреба альтернативи дощовій воді.
Бернем телепортується в Кімнату Нескінченності, її вітає доктор Ковіч. Бернем запитує наступні координати, припускаючи — він її викликав, оскільки має результати щодо Молл та Л'ака. Але Ковіч поки нічого не має. USS «Locherer» займається пошуком, тоді як місія «Discovery» — знайти технологію Прародителів. Бернем визнає — вони трохи загальмували. Ковіч стверджує — вчені, які приховали технологію, таємно створили власну частину підказки. Вони використовували свої знання у процесі, тому знання особи творця пробірки може виявитися корисним. Ковіч дістає справжній блокнот 21 століття, на якому він написав імена вчених, розкривши їхні особи. Просто назвавши себе винахідливим, коли його запитали, звідки він узяв таку архаїчну річ, Ковіч відправляє Бернем на її місію.
Калбер говорить іспанською з голограмою своєї бабусі — як приготувати мофонго, оскільки Стамец не може згадати рецепт. Бабуся каже, що мофонго, яке вони виготовляють, неїстівне — тому вона чекала, поки Калбер задрімає, щоб викинути, і скопіювати справжнє. Сміючись, Калбер змушує Зору призупинити програму та дає вказівку надіслати повідомлення доктору Полларду — вони можуть щось знайти за допомогою цієї терапії полегшення горя. Голограма бабусі точно така, як її пам'ятає Калбер, і він просить Зору перезапустити програму. Калбер розповідає бабусі — він поділився тілом з іншою людиною на Тріллі, з тих пір у нього є відчуття, яке важко описати. Калбер цікавиться, чи може бабуся допомогти йому це зрозуміти. Вона не може, тому Калбер змушує комп'ютер перевірити базу даних — його бабуся повинна мати можливість відповісти на це питання, вони часто говорили про духовні почуття та практики. Бабуся стверджує — хоча це правда, вона також навчила його бути лікарем, людиною науки. Тому як вони можуть досліджувати душу, коли він ще не досліджував тіло. Калбер задоволений цією відповіддю і дякує бабусі.
Бернем отримує список Ковіча — вказані вчені Джинаал Бікс (Трілл), Кармен Чо (Терранка), Марина Дерекс (Бетазоїд), Хітороші Кріл (Денобулан), і Веллек (Ромул). При цьому Джинаал, Чо та Веллек викреслені. Екіпаж ще не знайшов підказок від Дерекса чи Кріла, і Бернем гадає, що Кріл відповідальний за створення флакона — його спеціалізацією було проєктування веж зміни погоди. Тіллі здогадується — вони прямують до Денобули, Стамеца перевіряє здогад із Зорою, що погодні вежі Денобуланців посилюють дощ за допомогою йодиду срібла. Зора підтверджує це; вода має бути наповнена забруднювачами, але вона супердистильована. Бернем згадує, що у файлі Кріла згадується — він працював над погодними технологіями для інших світів, і якби планета була достатньо посушливою, то воду потрібно було б витягувати з повітря на молекулярному рівні — не було б забруднюючих речовин. На торгових шляхах Денобулана було п'ятнадцять планет класу M, коли було створено флакон, і лише одна була достатньо посушливою, щоб воду потрібно було збирати саме таким чином: Галемно.
«Discovery» стрибає до Галемно — пустельна планета з однією масивною зеленою ділянкою, видимою з орбіти. Сканування виявило діючу погодну вежу конструкції Денобуланців, яка випромінює слабке силове поле, що захищає єдину придатну для життя область планети від пилових бур. Доктор Кріл спроєктував вежу, тому імовірно наступна підказка прихована всередині неї. Рейнер дивується, чому Кріл зробив метеовежу схожою на гору, Бернем запитує Адіру, яка зараз працює на мостовій станції, про будь-які ознаки життя на планеті. Там існують людиноподібні ознаки життя доварпної, доіндустріальної цивілізації. Немає функціонуючої електромережі, геологічні дослідження показують, що шторми на планеті з часом стають дедалі сильнішими. Кріл міг встановити вежу як гуманітарну місію та сховати її, щоб не порушувати Основну директиву. Однак Адіра нервує через перебування на містку в розпал поточної ситуації.
Верховна директива також викличе неприємності для «Discovery», вони повинні заходити на планету та виходити, не розкриваючи своїх технологічних можливостей. Сканування не може виявити підказку всередині вежі — навколо неї незвичайне нескановане енергетичне поле. Адіра намагається з'ясувати причину, Бернем вирішує рушити на поверхню з Тіллі, перш ніж Молл і Л'ак зроблять наступний крок. Аша переміщає корабель якомога ближче до планети, щоб не помітили «Дискавері», Рейнер залишається з командою.
Одягнена у місцевий одяг, Бернем слухає аналіз лінгвістичних даних галемнітської мови свисту, Тіллі приєднується. Свист є складовою галемнітської мови, Майкл просить Зору перекласти його стандартом Федерації. Тіллі дивується, чому галемніти розмовляють свистом, Бернем пояснює — вони не завжди так спілкуються, використовують фонетичну мову для повсякденної взаємодії. Однак свистове мовлення дозволяє їм спілкуватися на великих відстанях. Галемніти не мають термінів для позначення соціального статусу чи класу, є три чіткі гендерні ідентичності, цінують зв'язок один з одним. Бернем відчуває себе так, наче повернулася на семінар доктора Т'Прасі з ксенолінгвістики на Вулкані. Тіллі припускає — Майкл може бути корисна в Академії Зоряного Флоту. Розмову перериває Рейнер — вони завантажили підшкірні транспондери в транспортну систему, поки Адіра працює з останнім модом трикодера Зоряного флоту. Бернем і Тіллі телепортувалися на планету біля вежі.
На Галемно активуються їхні трикодери на сітківці ока. Бернем здогадується — розміри цього місця є причиною, чому галемніти називають його Висока вершина, воно добре захищене. Галемніти вірять, що вони спілкувалися там зі своїми богами. Тіллі щойно отримала повідомлення від свого студента, який пригощав їх напоями на святкуванні тисячоліття. Росс думає залишити академію, щоб зайняти посаду на вантажному судні, і потрібна думка Тіллі. Галемнітська мова свисту оточує їх; десантниці слухють його універсальним перекладачем. Галемніти обговорюють подорож здалеку та проходження через пилові бурі, вітаються. Бернем зауважує — всі йдуть в одне й те саме місце.
На «Дискавері» Букер питає у Калбера — чи може він зв'язатися з корабельним консультантом на «Локерері». Коли «Локерер» знайде Молл та Л'ака, Букер хоче, щоб вони мали повну історію та знали, що можуть використовувати його як ресурс. Калбер впевнений, що «Локерер» був проінструктований, і каже Букеру, що він нічого не може зробити прямо зараз. Калбер заохочує Букера знайти щось, аби відволіктися.
Стамец маніпулює з частинами карти, а Калбер просить допомоги, щоб виконати повне сканування нервової системи. Стамец стурбований, але Калбер стверджує — вони не мають багато даних про неврологічні наслідки «жантара», і це шанс зібрати деякі. Стамец погоджується допомогти, а Калбер обіцяє все підготувати, вони можуть почати вранці.
Бернем і Тіллі знаходять групу галемнітів, які прямують до Високої вершини. Галемнітка Анора каже, що група стежила за голосом маяка з моменту сходу місяця, і погоджується дозволити офіцерам приєднатися. Анора кашляє — прибирала пил у фруктовому саду й заблукала в Сухих землях. Вона дихала пилом цілу ніч, перш ніж зійшло сонце, і напарники змогли врятувати її. Анора розуміє, чому вони кажуть старійшинам не чергувати на початку бурі. Однак, якби Анора не прибрала пилу, хтось інший мав би зайняти її місце. Тіллі каже, що вони прийшли поклонитися на Високу вершину, Анора вважає — вони прийшли помолитися про дощ. Галемніти були без нього надто довго, і лише обрані благочестиві можуть піднятися на вершину. Бернем каже, що вони з Тіллі далеко зі сходу, і ніколи раніше не бачили Високу Вершину, але роками прагнули відвідати.
Учасників вітає Рава, який представляє себе як голос, який вів усіх на Високу Вершину. Анора знову починає важко дихати, Рава наказує швидко доставити її до Лікувального гаю. Офіцери конфліктують через те, що легені Анори наповнені пилом, але вони можуть легко врятувати її, витісняючи пил звуковою ударною хвилею, що порушить Основну директиву. Бернем стукає по спині жінки, але мандрівники збирають миски й утворюють коло навколо трьох. Стукаючи по чашах і тручи своїми інструментами навколо них по колу, галем'ніти створюють звукову ударну хвилю, яка в поєднанні з ударами Бернем витісняє пил з легенів Анори. Оглушена шумом, Бернем падає.
Бернем прокидається, Оваз вибачається — не встиг попередити про інтенсивність звукового лікування. Підходять Тіллі з Равою, яка розповідала про Високу Вершину. Рава пояснює, що вони теж народилися далеко, батько привіз її після того, як мати померла, а Оваз став священиком Вершини. Оваз хоче дозволити Бернем відновити свої сили, але Рава схвильована, заявляючи — коли настане їхня черга, вона розчистить пил удвічі швидше за інших. Оваз нагадує — треба працювати в гармонії з колегами, Рава неохоче поступається. Бернем каже — вони прагнуть піднятися на Високу вершину, щоб подякувати богам, але Оваз каже, що боги не вимагають, щоб хтось входив в храм подякувати.
Рава каже — вони можуть потрапити, завершивши Подорож Матері-Товариша. Це дуже виснажливі перегони та випробування відданості. Спостереження за перегонами робить богів щасливими, а галемніти так довго були без дощу. Лише той, хто виграє змагання, гідний увійти до храму. Переможець близький до богів і може попросити їхнього благословення. Оваз намагається відмовити доньку, але Бернем заявляє, що вони хочуть поділитися відданістю будь-яким способом. Оваз не дуже в захваті від цієї ідеї. Бернем звертається з проханням, оскільки для них з Тіллі немає нічого важливішого за вихід на цю вершину.
Наступного ранку учасники збираються на перегони, Рава запитує Бернем і Тіллі, чи вони хочуть передати богам якесь повідомлення. Рава натхненна бігти, як і багатьох інших надихнули офіцери Зоряного Флоту. Складність подорожі є легендарною, і більшість учасників не фінішує. Оваз намагається відмовити Раву від подорожі, вона відмовляється слухати батька. Рава носить браслет матері, щоб мати була поруч із нею, і Оваз заперечує — він пообіцяв їхній матері захищати Раву. Помітно незадоволений, Оваз йде, щоб розпочати приготування. Тіллі підходить до Рави, зауважуючи, що в неї є студентка, яка дуже нагадує її. Студентка просто хоче перемогти і зробити якомога швидше. Навіть як вчителю може бути важко просто відступити, тому Тіллі може лише уявити, як це було б як батьку. Батько — чудова людина, і Рава просто хоче показати йому, що вони теж можуть бути великими. Бернем втручається в розмову, щоб відвести Тіллі вбік.
Наодинці вони зв'язуються з «Discovery» — Адіра зробила історичну регресію погодних умов Галемно, в минулому могли існувати інші погодні вежі. «Discovery» відправила команду у пилову бурю, щоб перевірити, вони знайшли ще 4 вежі. З часом метеорологічні вежі вийшли з ладу, і це те саме, що відбувається із Високою вершиною. Це також те, що спричиняє енергетичне поле, яке заважає «Дискавері» телепортувати Бернем й Тіллі всередину. Усі вежі мають допоміжну панель керування, сховану десь неподалік, і якщо вони знайдуть ту, що знаходиться біля Високої вершини, буде можливо відремонтувати всі компоненти, які вийшли з ладу. Всі вежі мали поселення навколо них. Але поселення були знищені, коли вежі впали. Бернем дякує Адірі та Рейнеру і зазначає — одна місія щойно стала двома: знайти підказку та полагодити вежу, щоб галемніти вижили.
Калбер й Стамец завершили перевірку на наявність біологічних, хімічних і генетичних аномалій. Виявилося, що Калбер має абсолютно типовий, здоровий і цілком людський мозок — немає ніяких тривалих наслідків «жантара». Калбер явно розчарований, він сподівався — сканування дадуть йому відповідь, фізіологічну причину того, що він відчуває. З часів Трілла він почувається пов'язаним і налаштованим на щось більше, ніж він сам і більше, ніж усі вони. Якщо немає наукового обґрунтування, то це духовна річ. Стамец вважає — найважливішим є те, що з Калбером все гаразд, оскільки сканування виявило б будь-що, що має наслідки для здоров'я. Стамец припускає, що Калбер просто насолоджується цим, а людський мозок є однією з найскладніших речей у відомому Всесвіті. Калбер погоджується, але не повністю переконаний.
Бернем помічає, що врятована Анора незадоволена. Анора пояснює — востаннє, коли була Подорож, вона втекла, як і її подруга Вораглі. Вораглі була швидкою та виграла гонку. А Анора думала про те, чого вони з Вораглі хотіли б бути разом у старечому віці. Анора намагається відмовити Бернем від подорожі — їй не потрібно підніматися на вершину, щоб побачити богів. Бернем не має іншого виходу, стверджуючи, що мріяла про це все своє життя. Анора розуміє і обіцяє молитися, залишаючи Бернем занепокоєною почутим.
Суперники споживають щось, що передає галемніт, Оваз розповідає легенду про минуле планети та Велику Матір. Планета була родючою та зеленою, але галемніти воювали один проти одного та втратили прихильність богів, які покарали, викликавши пилові бурі. Галемніти закінчили б свої дні в спразі та пилу, якби Мати-Товариш не показала богам їх справжню сутність, вирушивши назустріч штормам і подорожуючи далеко, щоб знайти воду для своїх дітей. Вона несла воду назад, не випиваючи жодної краплі, навіть коли її легені були наповнені пилом, а спрага жахливою. Боги були настільки зворушені жертвою, що повернули дощі. Конкурсантів навмисно зневоднюють, щоб, подорожуючи навколо Високої Вершини, відчуваючи жахливу спрагу, вони нагадали богам про Матір, та заслужили благодатний дощ. Двоє учасників не витримують і п'ють із виставлених мисок з водою, дискваліфікуючись. Рава каже Бернем і Тіллі намагатися не відставати, поки Майкл змириться з бігом, оскільки їм потрібно знайти підказку.
Галемніти починають вибувати з перегонів, Бернем і Тіллі намагаються не відставати. Бернем помічає, що більшість моху на деревах, повз які вони проходять, блакитного кольору, але частина моху жовта, що є генетичною мутацією. Панель керування, ймовірно, пропускає радіацію. Якщо Бернем права, то Мосс приведе їх до панелі керування. Але якщо помиляється — то одному з них все одно потрібно виграти гонку та отримати підказку. Тіллі вирішує продовжити гонку, а Бернем дискваліфікується, випивши з сусідньої миски та вирушивши за мохом. Тіллі ледь не падає, але Рава хапає її — вона хоче справжньої конкуренції, їх залишилося лише двоє.
Трикодер сітківки ока Майкл виявляє панель керування, заховану в камені, вкритому жовтим мохом. Адіра визначає — технологія потребує періодичного обслуговування, інакше вона обов'язково вийде з ладу. Потрібно відновити материнську плату, не вимкнувши її випадково. Адіра починає проводити Бернем через процес лагодження панелі керування, тоді як Оваз та інші суперники зупиняють Тіллі й Раву, щоб спокусити їх випити згідно з подорожжю Матері. Тепер вони повинні завершити подорож, несучи спокусу. Рава падає і розливає воду, що є дискваліфікацією — учасники не можуть завершити Подорож із порожньою мискою, що робить Тіллі переможцем. Тіллі наливає трохи води в чашу Рави, дозволяючи їм завершити гонку разом.
Зусилля Бернем натрапляють на перешкоду, Адіра пропонує Рейнеру найняти когось із більшим досвідом, щоб допомогти капітану. Рейнер нагадує — вона хотіла бути на містку. І Рейнер не погодився б, якби вважав, що Адіра не впорається. Бернем запитує останній крок, і Адіра вказує як обійти допоміжний ланцюг живлення, висмикнувши його. Несправна панель керування перезавантажується, відновлюючи повну функціональність системи. Бернем і Тіллі тепер можуть бути перенесені у вежу за допомогою «Discovery». Але Тіллі повідомляє — вони в храмі з Равою і замкнені. Тіллі ніде не бачить підказки. Бернем запевняє, що після підключення панелі керування вони зможуть перенести команду всього за кілька хвилин.
Оваз закінчує ритуал, Рава обіцяє батькові, що вони побачать богів і приведуть дощ. Рава віддає браслет, Бернем і Тіллі розуміють — галемніти мають намір принести переможців в жертву богам. Оваз замикає їх у кімнаті, а «Дискавері» не може отримати доступ. Кімната, яка знаходиться високо у вежі, самозакривається.
Щось шифрує сигнал «Дискавері», і вони не можуть зафіксувати Тіллі. Стіни зроблені з твердого тританіуму, який защільний для замка транспортера. Вивчаючи сканування Високої Вершини, Рейнер визначає — Тіллі та Рава у вакуумній камері, де хімікати потрапляють в центральну колону, змішуються з повітрям і чимось іншим із кімнати нагорі та потрапляють в атмосферу, щоб викликати дощ. Рейнер припускає — в процесі все повітря висмоктується з кімнати. Це пояснює, чому кімната зроблена з тританіуму: інакше вона зім'ялася б. Рава чує розмову — Тіллі каже, що молиться богам. Рава запевняє Тіллі, що боги приходять, вони замінять їх дихання та замінять його своїм, коли повітря почне вичерпуватися. Тіллі сумує, тому що Рава не було б тут, якби не вона. Але Рава вдячна, бо збирається побачити богів.
Рава веде подругу до Стіни, щоб разом помолитися, Бернем наказує «Дискавері» направити її якомога ближче до кімнати, якщо вони не зможуть перенести Тіллі. Рейнер знаходить диспетчерську, але Зора вловлює в ній ознаку життя Оваза. Бернем наказує «Дискавері» передати її, незважаючи на те, що вона порушить Першу Директиву. Їм доведеться відповідати за порушення Головної директиви, Бернем не бажає дозволити Тіллі та Раві померти. Крім того, якщо галемніти не зможуть підтримувати цю технологію, вони рано чи пізно будуть знищені. У будь-якому випадку вони повинні це зробити, і Рейнер нарешті погоджується.
Тіллі цікавиться символами на Стіні, які Рава визначає як числа, щоб допомогти галемнітам пригадати п'ять молитов про Вежі. Рава збентежена, оскільки Тіллі вчителька, а цифри написані стародавньою галемнітською мовою. Рава показує Тіллі — кожен символ позначає число від одного до п'яти, яке вказує на кожну з вершин, які колись були, а Висока вершина була номером три. Тіллі впізнає символ вершини-5, Рава пояснює — боги знищили всі вершини, крім їхньої, тому галемніти повинні принести жертви, щоб показати богам, що вони гідні свого дару. Рава зривається на плач, та визнає, що вони вирушили в Подорож лише для того, щоб пишатися своїм батьком. Тіллі припускає, що боги можуть знайти спосіб їх врятувати.
У диспетчерській Оваз зривається, що не зміг зупинити дитину та був егоїстом, коли їхні люди страждають один за одного. Він шокований — Бернем телепортується і просить його відкрити двері. Овахз вважає — Бернем просто видіння, викликане його горем і егоїзмом. Бернем каже, що Висока Вершина є лише частиною технології, розміщеної тут сотні років тому інопланетною расою, і жертви приносять не дощ, а радше технологію. Оваз заперечує, і Бернем відчайдушно намагається з'ясувати, як відкрити двері — Тіллі та Раві не вистачає повітря. Бернем просить Тіллі поговорити з Равою, сподіваючись вплинути на Оваза.
Рава розповідає Тіллі, як мати співала пісню, коли діти ще були разом. Тіллі просить Раву навчити її цій пісні. Рава починає наспівувати, спів Бернем чує через підшкірний комутатор, і вона починає наспівувати її Овазу, пояснюючи — чує з іншої кімнати завдяки своїй технології. Рава пам'ятає, як їхня мати співала ту пісню, і вони не хочуть помирати. Оваз запитує, чи Бернем є богом, але Майкл каже, що вона просто людина з дуже далеких місць. Бернем хоче допомогти Овазу врятувати Раву та її подругу від непотрібної смерті. Бернем припускає, що її присутність може бути результатом божественного втручання, і дощі підуть незалежно від того, чи помре Рава. Оваз повертає ручку, приховану килимом, відкриваючи вакуумну камеру, але Рава вже не дихає. Коли камеру знову відкрили, Калбер з'являється з медичною командою та оживив Раву.
Оваз із зачудуванням дивиться на голографічну проєкцію Галемно, яку видно з «Discovery». Він запитує про інопланетну расу, яка дала Галемнітам технологію, щоб врятувати від пилових бур. Майкл пояснює, що денобуланці дуже цінують один одного, як і галемніти, вони походять зі світу з потужними штормами, і побудували погодні вежі. Бернем припускає, що під час подорожей денобуланці відчули зв'язок із галемнітами й хотіли їм допомогти.
Бернем попереджає — Висока Вершина руйнується, і вежа зрештою перестане працювати, якщо не підтримувати її роботу. Федерація може показати Галемнітам, як це зробити. Оваз запитує, чи означає це, що богів немає. І що є, якщо богів не існує. Бернем каже — все ще є те, у що ти віриш. І ніщо з того, що показали йому на «Дискавері», не означає — що богів не існує або що Подорож Матері не відбулася. Єдина відмінність — тепер галем'ніти знають, що існують також інші раси. Оваз не знає, що сказати своєму народу — жертви об'єднують галемнітів і допомагають побачити спільну мету. Попередні спроби припинити жертвоприношення зустрічалися з насильством і потрясіннями. Однак серед галемнітів є ті, хто готовий піти від жертвоприношень — Анора, яка знаходить порядок у відданості галемнітів один одному. Анора сказала Бернем, що жертви не потрібні, щоб наблизити людину до богів. Калбер перериває їх новиною, що Рава незабаром прокинеться.
Оваз піклується про дитину, повертаючи браслет дружини на її зап'ястя, а Тіллі гадає, чи добре вони зробили. Бернем жартує, що це добре — Тіллі все ще жива (через кількість паперів, які їй доведеться заповнити через втрату чудового офіцера Зоряного флоту — на додаток до всіх документів, які доведеться заповнити за порушення Головної директиви). Тіллі веде Бернем до Стіни та звертає увагу на символ, яким раніше зацікавилася. Символ збігається із значками на флаконі з чистою дистильованою водою. Тіллі пояснює — це цифри стародавньою галемнітською мовою, які позначають кожну з п'яти погодних веж, вони знаходяться в третій вежі. Позначка на флаконі вказує — підказка знаходиться у п'ятій вежі.
Рава прокидається і запитує, чи їхній батько також з богами, занепокоєна, що дощі не підуть після того, як дізнається, що вони все ще живі. Оваз дуже пишається Равою, вони обіймаються, починає йти дощ, уперше за довгий час.
Калбер знаходить Букера, який використовує елементи керування шатлом як симулятор польоту. Калбер приніс Буку мофонго його бабусі, свіжий реплікатор. Калбер зізнається, що не втомлюється від відповідей на всі запитання. Він переживає духовне пробудження або, можливо, просто бачить істину, яку завжди знав, але нічого іншого не пояснює це з часів «жантара». Калбер в розмові розуміє, що Букер сумує за на Майкл, але Букер ухиляється від відповіді.
Бернем і Тіллі додають частину, яку вони знайшли у п'ятій вежі, до решти карти. Наступною підказкою була прикріплена металева картка з якимось текстовим написом мовою Бетазоїдів, яку Стамец аналізує. Тіллі цікавиться, що доктор Кріл намагався їм сказати, ховаючи підказку про Галемно. Бернем міркує — Кріл не міг знати, що залишення метеорологічної вежі призведе до того, що галемніти пожертвують один одним. Тіллі зазначає, що технології — це величезна відповідальність, і Бернем припускає — це може бути справжнє повідомлення: коли вони знаходять технологію Прабатьків, їм потрібно бути неймовірно обережними. Лейтенант Крістофер повідомляє зі штаб-квартири Федерації — «Лочерер» щойно знайшов Молл і Л'ака, і адмірал Венс хоче, щоб вони негайно перемістилися. Бернем наказує Крістоферу зафіксувати координати.
«Дискавері» здіснює стрибок з орбіти Галемно.

## Сприйняття та відгуки
Станом на лютий 2025 року на сайті «IMDb» серія отримала 5.7 бала підтримки з можливих 10 при 1426 голосах користувачів.
В огляді для «Den of Geek» Лейсі Богер відзначила: «„Star Trek: Discovery“ в основному повертає у звичайне русло останній сезон після минулого тижня, сповненого спогадів. Але пошуки Майкл та команди наступної підказки натрапляють на перешкоду, коли слід веде до доварповвої планети. Брак технологій на якій робить доступ до неї скалідншим, ніж очікувалося. Це зміна, яка приносить приємне полегшення — найкращою частиною цього більш орієнтованого на пригоди сезону було його старомодне відчуття дослідника космосу, коли Бернем та її команда стрибають з планети на планету (або у випадкову міжвимірну кишеню космосу). І приємно нарешті повернутися до цього, навіть якщо планета Халемно не є таким захоплюючою побічною пригодою, як декому з нас, можливо, хотілося.»
Для «Реактора» Кейт ДеКандідо зазначено: «Головна директива — одна із найскладніших сюжетних ліній „Зоряного шляху“ за останні 58 років. Створена в тіні війни у В'єтнамі — із недавньою Корейською війною — ідея директиви, яка не дозволяє Федерації потикатися туди, куди їй не слід, була, імовірно, дуже привабливою для Джина Родденберрі та його співавторів. „Whistlespeak“ — це стовідсотково епізод Головної директиви. Тому що, перш за все, Зоряний шлях — це героїчна фантастика. Є причина, чому так багато епізодів „Trek“ починаються з того, що герої відповідають на сигнал лиха. „Trek“ завжди виділявся як франшиза, яка дарує нам співчуття до вояків, розповідає про бої та знаходить способи допомогти людям.»
В огляді «Screen Rant» Марком Доналдсоном зазначалося: «Хоча історія про доварпове суспільство, яке формує релігію навколо занедбаних технологій, є вже давно застарілою сюжетною лінією „Star Trek“, цей епізод робить хороший ривок, щоб принести щось нове. Одним із найцікавіших аспектів серії є мова, якою розмовляють галемніти. На початку епізоду Бернем пояснює Тіллі, що галемніти мають дві мови — фонетичну для повсякденної взаємодії та мову свисту для спілкування на відстані. Ця абсолютно чужа мова нагадує Зоряний шлях: Наступне покоління — 5-й сезон, „Дармок“. Жан-Люк Пікар опиняється в чужому світі з тамаріанським капітаном, чия складна мова метафор несумісна з універсальним перекладачем. Пікар зможе знайти вихід, лише зрозумівши чужорідну мову капітана Датона. „Дармок“ — чудова історія „Зоряного шляху“ про важливість спілкування, незалежно від того, наскільки чужою є мова співбесідника. „Мова свисту“ розвиває тему необхідності спілкування і розуміння співбесідника»

## Знімались
| Актор               | Роль            |
| ------------------- | --------------- |
| Сонеква Мартін-Грін | Майкл Бернем    |
| Ентоні Репп         | Пол Стамец      |
| Мері Вайзман        | Сільвія Тіллі   |
| Вілсон Круз         | Гаг Калбер      |
| Блу дель Барріо     | Адіра           |
| Каллум Кіт Ренні    | Рейнер          |
| Девід Кроненберг    | Ковіч           |
| Девід Аджала        | Клівленд Букер  |
| Аннабель Волліс     | Зора            |
| Альфредо Нарцисо    | Оваз            |
| Джун Лапорте        | Рава            |
| Маріум Карвелл      | Анора           |
| Марія дель Мар      | Абуела          |
| Орвілл Каммінгс     | Крістофер       |
| Наталі Ліконті      | Гало            |
| Крістіна Діксон     | Аша             |
| Моллі Льюїс         | Свистун         |
| Шеллі Овенс         | медичний офіцер |